# Lucy Hale
Lucy Hale (* 14. červen 1989, Memphis, Tennessee, USA) je americká herečka a zpěvačka. Jako dítě vyhrála pěveckou soutěž American Juniors. Je známá hlavně díky své roli v seriálu americké televizní stanice Freeform Prolhané krásky, dále pak díky roli v seriálech Bionic Woman a Smetánka. V roce 2014 vydala své první studiové album nazvané Road Between. V roce 2019 získala hlavní roli Katy Keene ve stejnojmenném seriálu stanice The CW.

## Osobní život
Lucy Hale, vlastním jménem Karen Lucille Hale, se narodila 14. června 1989 ve městě Memphis, Tennessee. Dostala jméno po jedné její babičce. Má dva sourozence, sestru Maggie a nevlastní sestru Kirby. Hale nechodila do školy, měla domácí výuku. Když jí bylo osm let, začala chodit na hodiny zpěvu a později si přibrala i hodiny herectví.
Partnerský vztah udržovala s hercem Davidem Henriem, se kterým si zahrála v seriálu Kouzelníci z Waverly, později s Chrisem Zylkou, známým pro svou roli v seriálu Tajemství kruhu.
V roce 2023 přiznala závislost na alkoholu. Od ledna 2022 úspěšně abstinuje.

## Kariéra

### Herectví
Po vítězství v soutěži American Juniors se Hale objevila v hostujících rolích několika seriálů, například Drake & Josh, Ned's Declassified School Survival Guide, O.C., Kouzelníci z Waverly a Jak jsem poznal vaši matku. Dále se objevila v seriálu Bionic Woman v roli Beccy Sommers, mladší sestry protagonistky Jaime Sommers (Michelle Ryan).Proslavila se také díky rolí Effie ve filmu Sesterstvo putovních kalhot 2. Hrála roli Rose Baker v seriálu Smetánka, spolu s Ashley Newbrough a Joannou Garcia, dále pak roli Katie Parkerové ve filmu Dívčí války.
Zlom v kariéře přišel s obsazením do role Arie Montgomery, což je jedna ze pěti hlavních postav seriálu stanice Freeform Prolhané krásky. Za roli získala cenu Teen Choice Awards.
V lednu 2010 se objevila v seriálu Kriminálka Miami a v srpnu si zahrála roli Sherrie ve filmu Vřískot 4. V lednu 2012 byl odvysílán film Moderní Popelka: Byla jednou jedna píseň s Lucy v hlavní roli. V dubnu 2012 hostovala v americkém seriálu Napálené celebrity, kde úspěšně napálila svého hereckého kolegu Iana Hardinga, Vanessu Hudgens a Joshe Hutchersona.
11. června 2013 bylo oznámeno, že Lucy je novou tváří značky Mark Girl. 11. srpna 2013 moderovala s hercem Darrenem Crissem předávání cen Teen Choice Award.
V roce 2018 byla obsazena do hlavní role komediálního seriálu stanice The CW Life Sentence, ve kterém hrála roli Stelly Abbottové, která se dozví, že již nemá rakoviny. Seriál byl zrušen po odvysílání první řady. Ten samý rok si zahrála ve třech filmech Vadí nevadí, Dude a The Unicorn. V březnu roku 2019 byla obsazena do hlavní role spin-offu seriálu Riverdale s názvem Katy Keene.

### Hudba
Hale popisuje hudbu jako svou "první lásku". Její hudební počátky byly ovlivněny tvorbou Shaniy Twainové a Faith Hillové, ale jak Hale přiznává, nejvíce ji ovlivnila píseň od Britney Spears Baby One More Time.
V roce 2011 Hale nahrála soundtrack k filmu Moderní Popelka: Byla jednou jedna píseň.
V červnu 2012 bylo oficiálně oznámeno, že Hale podepsala nahrávací kontrakt s Hollywood Records. Její debutový singl „You Sound Good to Me“ byl vydán 7. ledna 2014. 18. února 2014 bylo oznámeno, že její album se bude jmenovat Road Between a bude vydáno 3. června 2014.

## Filmografie

### Film
| Rok  | Název                                    | Role                   | Poznámky            |
| ---- | ---------------------------------------- | ---------------------- | ------------------- |
| 2008 | Sesterstvo putovních kalhot 2            | Effie Kaligaris        |                     |
| 2008 | The Apostles                             | Rachel Rydell          |                     |
| 2009 | Fear Island                              | Megan / Jenna Campbell |                     |
| 2009 | Dívčí války                              | Katie Parker           |                     |
| 2010 | Moderní popelka: Byla jednou jedna píseň | Katie Gibbs            |                     |
| 2011 | Vřískot 4                                | Sherrie Marconi        |                     |
| 2012 | Zvonilka: Tajemství křídel               | Periwinkle (hlas)      |                     |
| 2014 | Zvonilka a piráti                        | Periwinkle (hlas)      |                     |
| 2016 | Waiting on Roxie                         | Roxie Hart             | Krátkometrážní film |
| 2018 | Vadí nevadí                              | Olivia Barron          |                     |
| 2018 | Dude                                     | Lily                   |                     |
| 2018 | Jednorožec                               | Jesse                  |                     |
| 2020 | Fantasy Island                           | Melanie                |                     |
| 2020 | A Nice Girl Like You                     | Lucy Neal              | také producentka    |
| TBA  | Son of the South                         | Carol Anne             |                     |
| TBA  | The Hating Game                          | Lucy Hutton            |                     |
| TBA  | Big Gold Brick                           | Lily                   |                     |

### Televize
| Rok       | Název                                    | Role                          | Poznámky                                        |
| --------- | ---------------------------------------- | ----------------------------- | ----------------------------------------------- |
| 2003      | American Juniors                         | Sama sebe                     | Soutěžící                                       |
| 2003      | An American Idol Christmas               | Sama sebe                     | Speciální epizoda                               |
| 2005      | Ned's Declassified School Survival Guide | Amy Cassidy                   | díl: „Upperclassmen & Gross Biology Dissection“ |
| 2006      | Drake & Josh                             | Hazel                         | díl: „Theater Thug“                             |
| 2006      | O.C.                                     | Hadley Hawthorne              | díl: „The Man of the Year“                      |
| 2007      | Bionická žena                            | Becca Sommers                 | hlavní role, 8 dílů                             |
| 2007      | American Family                          | Brittany Jane                 | neprodaný pilotní díl                           |
| 2007–2008 | Kouzelníci z Waverly                     | Miranda Hampson               | 2 díly                                          |
| 2008–2009 | Smetánka                                 | Rose Baker                    | hlavní role, 18 dílů                            |
| 2009      | Ruby & The Rockits                       | Kristen                       | díl: „Smells Like Teen Drama“                   |
| 2009      | Private Practice                         | Danielle Palmer               | díl: „Pushing the Limits“                       |
| 2010      | Kriminálka Miami                         | Phoebe Nochols/Vanessa Patton | díl: „Vzplanutí hvězdy“                         |
| 2012      | Napálené celebrity                       | Sama sebe                     | díl: „Lucy Hale“                                |
| 2007-2014 | Jak jsem poznal vaši matku               | Katie Sherbatsky              | 2 díly                                          |
| 2014      | Tři kluci a nemluvně                     | Piper Stockdale               | díl: „Katastrofa“                               |
| 2010–2017 | Prolhané krásky                          | Aria Montgomery               | hlavní role, 160 dílů                           |
| 2018      | Life Sentence                            | Stella Abbott                 | hlavní role, 13 dílů                            |
| 2018      | Hollywood Medium with Tyler Henry        | Samu sebe                     | díl: „April 4, 2018“                            |
| 2019      | Ryan Hansen Solves Crimes on Television  | Det. Lake                     | díl: „The Ry Chromosome“                        |
| 2020      | Katy Keene                               | Katy Keene                    | hlavní role, 13 dílů                            |
| 2020      | Riverdale                                | Katy Keene                    | díl: „Kapitola 68: Čestní muži“                 |
| 2020      | Day by Day                               | Maya (Hlas)                   | díl: „Big Nights In“                            |

### Alba
- Road Between (2014)

### Singly
- „You Sound Good to Me“
- „Lie a Little Better“
- „Misletoe“

### Videoklipy
- „Bless Myself“ (2011)
- „You Sound Good to Me“ (2014)
- „Lie a Little Better“ (2014)
- „Run This Town“ (2015)

### Soundtracky
- Kids in America (2003)
- American Juniors (2004)
- Moderní Popelka: Byla jednou jedna píseň (2011)

## Ocenění a nominace
| Rok  | Ocenění                        | Kategorie                                                                      | Práce                      | Výsledek  |
| ---- | ------------------------------ | ------------------------------------------------------------------------------ | -------------------------- | --------- |
| 2010 | Teen Choice Awards             | nejlepší letní televizní hvězda: žena                                          | Prolhané krásky            | vítězství |
| 2011 | Young Hollywood Awards         | Nejlepší obsazení (sdíleno s Troian Bellisario, Ashley Benson & Shay Mitchell) | Prolhané krásky            | vítězství |
| 2011 | Teen Choice Awards             | nejlepší letní televizní hvězda: žena                                          | Prolhané krásky            | vítězství |
| 2012 | Teen Choice Awards             | nejlepší televizní herečka: drama                                              | Prolhané krásky            | vítězství |
| 2013 | Gracie Allen Awards            | objev roku: žena                                                               | Prolhané krásky            | vítězství |
| 2013 | Teen Choice Awards             | nejlepší letní televizní hvězda: žena                                          | Prolhané krásky            | vítězství |
| 2013 | Behind the Voice Actors Awards | Nejlepší dabing: obsazení TV speciál/vydané-na-dvd/krátkometrážní film         | Zvonilka: Tajemství křídel | nominace  |
| 2013 | Young Hollywood Awards         | Herečka/zpěvačka                                                               |                            | vítězství |
| 2014 | People's Choice Awards         | nejlepší televizní herečka kabelové televize                                   | Prolhané krásky            | vítězství |
| 2014 | Teen Choice Awards             | nejlepší televizní herečka: drama                                              | Prolhané krásky            | vítězství |
| 2014 | MTV Europe Music Awards        | objev roku                                                                     |                            | nominace  |
| 2015 | People's Choice Awards         | nejlepší televizní herečka kabelové televize                                   | Prolhané krásky            | nominace  |
| 2015 | People's Choice Awards         | nejlepší country zpěvačka                                                      |                            | nominace  |
| 2015 | Teen Choice Awards             | nejlepší televizní herečka: drama                                              | Prolhané krásky            | vítězství |
| 2016 | People's Choice Awards         | nejlepší televizní herečka kabelové televize                                   | Prolhané krásky            | nominace  |
| 2016 | Teen Choice Awards             | nejlepší letní televizní hvězda: žena                                          | Prolhané krásky            | nominace  |
| 2017 | People's Choice Awards         | nejlepší televizní herečka kabelové televize                                   | Prolhané krásky            | nominace  |
| 2017 | Teen Choice Awards             | nejlepší televizní herečka: drama                                              | Prolhané krásky            | vítězství |
| 2018 | Teen Choice Awards             | nejlepší filmová herečka: drama                                                | Vadí nevadí                | nominace  |
| 2018 | Teen Choice Awards             | nejlepší instagrammer                                                          |                            | nominace  |